# آنول لیچ
آنول لیچ (نام علمی: Anolis leachii) نام یک گونه از سرده آنول است.